# Carlos Eraña Guruceta
Carlos Eraña Guruceta (Arechavaleta, 2 de noviembre de 1884 - Alarcos, 18 de septiembre de 1936) fue un religioso marianista español, mártir de la persecución religiosa durante la guerra civil de España en 1936. Es venerado como beato en la Iglesia católica.

## Biografía
Carlos Eraña Guruceta nació en la localidad de Aozaraza, del municipio de Arechavaleta en Guipúzcoa (España), el 2 de noviembre de 1884. A la edad de catorce años, ingresó a la Sociedad de María el 15 de julio de 1891, en la comunidad de Escoriaza (Guipúzcoa). En 1902 inició su noviciado en Vitoria, donde hizo sus primeros votos el 9 de septiembre de 1903. Allí mismo obtuvo el título de maestro elemental, lo cual se le sirvió para desempeñarse en la educación de niños en diversos centros marianistas en España: Escoriaza, Villafranca de Oria y Madrid. En Burgos obtuvo el título de maestro superior para ejercitarse en la dirección de los colegios de Ciudad Real, Tetuán (protectorado español de Marruecos), y Madrid (Colegio Nuestra Señora del Pilar).
Al estallar la guerra en España, el 24 de julio de 1936 el colegio del Pilar fue incautado y la comunidad dispersada. Carlos se refugió en Ciudad Real. Allí fue arrestado el 6 de septiembre por los milicianos y llevado al seminario, donde permaneció por doce días en completo aislamiento. El 18 de septiembre siguiente fue sacado de la celda y fusilado en Alarcos, en las inmediaciones de Ciudad Real.

## Culto
Carlos Eraña fue beatificado por el papa Juan Pablo II, junto a otros dos mártires marianistas: Jesús Hita Miranda y Fidel Fuidio Rodríguez, el 1 de octubre de 1995. Sus reliquias se veneran en la Capilla de los Mártires del Colegio Marianista de Ciudad Real, en la calle dedicada en su honor. Su fiesta se celebra el 18 de septiembre.
En ciudad Real un centro de educación pública lleva su nombre.